# Jon Kimche
Jon Kimche (* 17. Juni 1909 in St. Gallen; † 9. März 1994 in London) war ein schweiz-britischer Journalist, Historiker und Buchautor.

## Leben
Jon Kimche wurde am 12. Juni 1909 als erster Sohn einer jüdischen Familie in St. Gallen (Kanton St. Gallen, Schweiz) geboren. Mit dieser wanderte er im Alter von 12 Jahren nach London in Großbritannien aus. Dort wurde er als junger Mann Mitglied in der Independent Labour Party (ILP), einer linken Abspaltung von der Labour Party. 1934–35 arbeitete er zusammen mit George Orwell in einem Buchladen namens „Booklover’s Corner“ in Hampstead. Später managte er den Buchladen der ILP auf 35 Bride Street in London (Nahe Ludgate Circus). Als Vorsitzender der ILP Guild of Youth besuchte er 1937, während des Spanischen Bürgerkriegs, Barcelona, wo er wieder Orwell traf.
Seine journalistische Karriere begann Jon Kimche mit Artikeln über Militärstrategie in der Zeitung Evening Standard. Auf Empfehlung des Politikers Michael Foot wurde er 1942 von Aneurin Bevan als der De-facto-Herausgeber des linken Wochenmagazins Tribune (London) eingestellt (Nominell war Bevan der Herausgeber). 1945 verließ Kimche die Tribune um bei der Nachrichtenagentur Reuters eine Stelle anzutreten, kehrte aber schon im folgenden Jahr zur Tribune zurück. In der Zwischenzeit hatte er sein Hauptinteresse auf den Nahen Osten und die Gründung eines jüdischen Staates in Palästina gerichtet. Kimche verlor seine Anstellung bei der Tribune, nachdem er 1947 sein Büro unangemeldet verlassen hatte, um in Istanbul mit den Türkischen Behörden über die sichere Passage von zwei Schiffen zu verhandeln, die tausende von Juden von Bulgarien nach Palästina bringen sollten.
Von diesem Zeitpunkt an machte sich Jon Kimche einen Namen als Analyst der Nahostpolitik, worüber er mehrere Bücher und viele Artikel schrieb. Er war 15 Jahre lang Herausgeber des Jewish Observer und der Middle East Review. Zudem war Kimche für den Evening Standard bis 1973 Korrespondent für den Nahen Osten. Er war auch einer der ursprünglichen Senior Members der Next Century Foundation.

## Bücher
Neben eigenen Büchern veröffentlichte Jon Kimche auch mehrere Schriften zusammen mit seinem jüngeren Bruder David Kimche (1928–2010), israelischer Diplomat und stellvertretender Leiter des israelischen Auslandsgeheimdienstes Mossad:
- Jon Kimche: „Seven fallen pillars: The Middle East, 1915-1950“, Secker & Warburg, London 1950;
- Jon & David Kimche: „The secret roads. The "illegal" migrations of a people, 1938-1948“, Farrar, Straus and Cudahy, London 1954;
- Jon & David Kimche: „Both sides of the hill: Britain and the Palestine War“, Secker & Warburg, London 1960;
- Jon & David Kimche: „A clash of destinies: The Arab-Jewish War and the founding of the State of Israel“, Praeger, New York 1960;
- Jon Kimche: „Spying for peace: General Guisan and Swiss neutrality“, Weidenfeld & Nicolson, London 1961;
- Jon Kimche: „The unfought battle“, Stein and Day, New York 1968;
- Jon Kimche: „The Unromantics: The Great Powers and the Balfour Declaration“, Weidenfeld & Nicolson, London 1968;
- Jon & David Kimche: „La premiere guerre d'Israel 1948: 16 cartes“, Arthaud, Paris 1969;
- Jon Kimche: „The second Arab awakening“, Thames & Hudson, London 1970;
- Jon Kimche: „Palestine or Israel“, Secker & Warburg, London 1973;
- Jon Kimche & John B Christophe: „There could have been peace“, Dial Press, New York 1973.

Das oben erwähnte Buch „Spying for peace: General Guisan and Swiss neutrality“ löste nach seinem Erscheinen in der Schweiz eine rege Diskussion über General Guisan und die Schweizer Neutralität während des Zweiten Weltkriegs aus.